# تائوسنگیروو
تائوسنگیروو (انگلیسی: Tausengirovo) یک شهرک در شهرستان کارماسکالینسکی استان باشقیرستان کشور روسیه است.